# San Martino in Passiria
St. Martin in Passeier en alemán o San Martino in Passiria en italiano es una comune (municipio italiano) de la Provincia de Bolzano, situada en el norte de la región italiana de Trentino-Alto Adige, a unos 80 km al norte de Trento y unos 35 km al noroeste de Bolzano. A la fecha del 31 de diciembre de 2004, tenía una población de 2.942 personas en un área de 30.5 km².
San Martino in Passiria consta de las frazioni (subdivisiones municipales italianas que designan un aglomerado de casas o pequeñas localidades) Saltusio (Saltaus), , Quellenhof, Ried, Kalmtal (it. Valclava with Neuhaus, Kalbe, Abl, Tschagg, Schupfe, Unter- und Oberbach, Steinwandt, Grube und Magdfeld) , Vallone (Flon), Montaccio (Matatz), 
St. Martin in Passeier limita con las siguientes regiones: Moos in Passeier, Riffian, y St. Leonhard in Passeier.

## Lenguas
De acuerdo con el censo de 2001,
98,74% Alemán
1,23% Italiano
0,04% Ladino

## Evolución demográfica
| Gráfica de evolución demográfica de San Martino in Passiria entre 1861 y 2001 |
|                                                                               |
| Fuente ISTAT - elaboración gráfica de Wikipedia                               |